# لی سانگ-سو
لی سانگ-سو (انگلیسی: Lee Sang-su؛ زادهٔ ۱۳ اوت ۱۹۹۰) یک بازیکن تنیس روی میز اهل کره جنوبی است.
وی در مسابقات کشوری و بین‌المللی در مجموع برنده ۱ مدال طلا، ۱ مدال نقره، ۴ مدال برنز شده‌است.